# مقداد مسعود
مقداد مسعود (من مواليد 15 أكتوبر 1954م البصرة، العراق)، هو شاعر وناقد عراقي بدأ النشر منتصف السبعينات من القرن العشرين ولدَ في بيتٍ الكتب فيه أكثر من الأثاث. في طفولته كان يتأمل عميقًا أغلفة الكتب، صارت الأغلفة مراياه، فعبر إليها وتنقل بين مرايا الأغلفة، وحلمها مرارًا. في مراهقته فتنته الكتبُ فتقوس وقته على الروايات، وقادته إلى سواها من الكتب، وها هو على مشارف السبعين في ورطته مع زيت الكتب وسراجها بقناعة معرفية مطلقة

## من مؤلفاته
- الزجاج وما يدور في فلكه[4]
- المغيب المضيء[5]
- الإذن العصية واللسان المقطوع[6]
- زهرة الرمان[7]

- من الاشرعة يتدفق النهر[8]

- القصيدة بصرة[9]
- زيادة معني العالم[10]
- شمس النارنج[11]
- حافة كوب ازرق[12]
- ما يختصره الكحل يتوسع فيه الزبيب[13]
- بصفيري اضيء الظلمة[14]
- يدي تنسى كثيرا[15]
- هدوء الفضة[16]
- ارباض[17]
- جياد من ريش نسور[18]
- الاحد الأول[19]
- قسيب[20]
- قلالي[20]
- أيميسال وتأنيث الكرسي ، نزهات في نسوية التاريخ[21]
- كناية الديالكتيك[22][23]